# Sebastian Balthasar

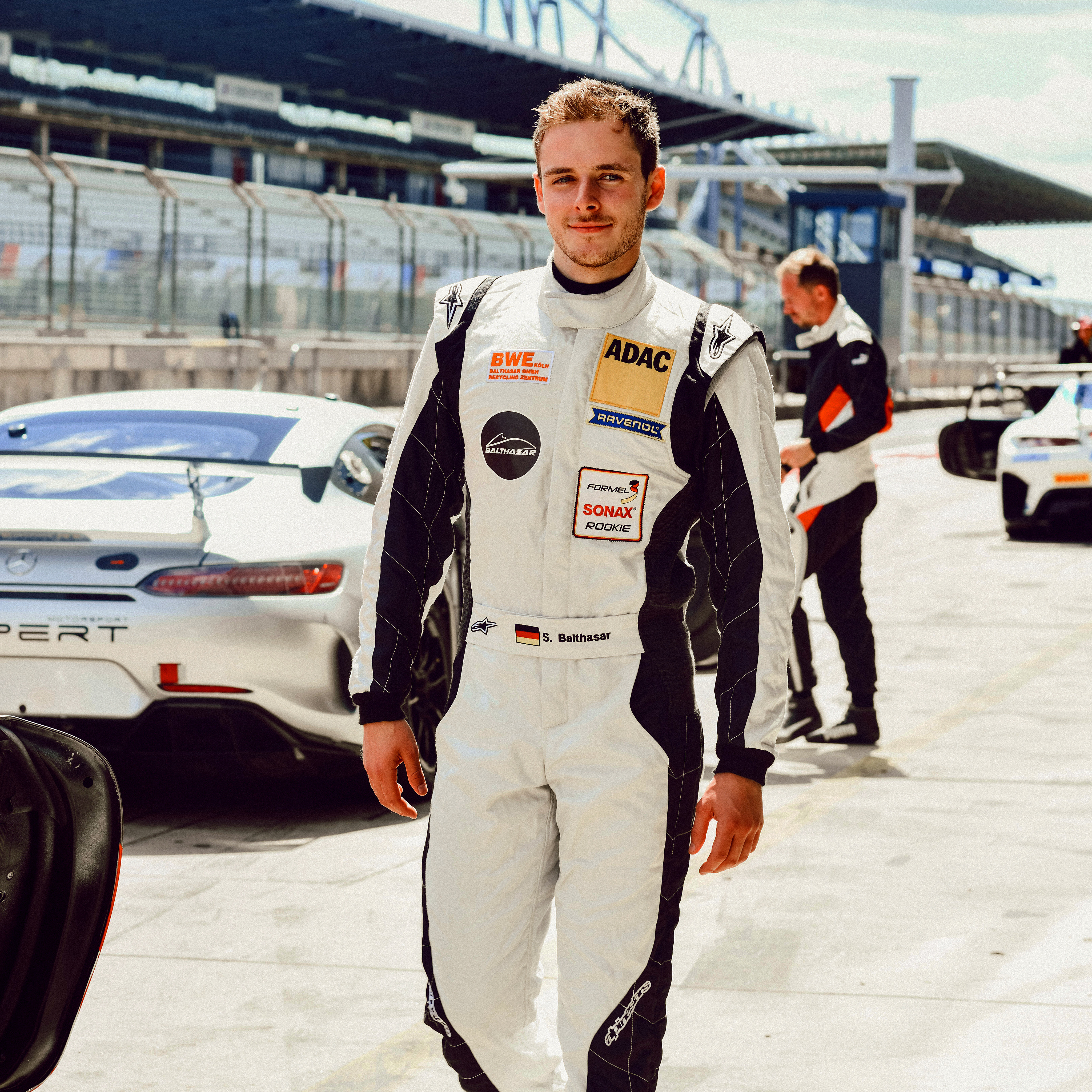
Sebastian Balthasar (2020)

Sebastian Balthasar (* 30. August 1996 in Dormagen) ist ein deutscher Automobilrennfahrer.

## Karriere
Balthasar fuhr erstmals 2006 in einem Kart. Seine Motorsportkarriere begann er 2008 im Kartsport, als er begann, an Kartrennen teilzunehmen. Bis 2012 blieb er im Kartsport aktiv und gewann unter anderem die deutsche ADAC Kart Masters Meisterschaft. 2012 erfolgte zudem sein Aufstieg in den Formelsport. Bei G&J/Schiler Motorsport erhielt er ein Cockpit in der ADAC Formel Masters. Balthasar erreichte mit einem vierten Platz als bestem Ergebnis den 13. Gesamtrang. 2013 wechselte Balthasar zu GU-Racing in den deutschen Formel-3-Cup. Mit einem vierten Platz als bestem Ergebnis beendete er die Saison auf dem zehnten Platz der Fahrerwertung. Darüber hinaus gewann Balthasar in derselben Saison die deutsche Formel-3-Trophy-Meisterschaft.
2014 wechselte Balthasar in die Formula Acceleration 1, in der er ein Cockpit im von Performance Racing betreuten deutschen Team erhielt. Drei dritte Plätze waren seine besten Resultate. Er schloss die Saison auf dem vierten Platz der Fahrerwertung ab. Darüber hinaus bestritt Balthasar in der Saison 2014 für Hilmer Motorsport fünf Rennwochenenden in der GP3-Serie.
Seit der Saison 2020 fährt Balthasar für Leipert Motorsport um die Markenmeisterschaft der Lamborghini Super Tropheo Europe.

## Statistik

### Karrierestationen
- 2008–2012: Kartsport
- 2012: ADAC Formel Masters (Platz 13)
- 2013: Deutsche Formel 3 (Platz 10)
- 2014: Formula Acceleration 1 (Platz 4)
- 2014: GP3-Serie (Platz 32)
- 2020: Lamborghini Super Tropheo Europe

### Einzelergebnisse in der GP3-Serie
| Jahr | Team              | 1   | 2   | 3   | 4   | 5   | 6   | 7   | 8   | 9   | 10  | 11  | 12  | 13  | 14  | 15  | 16  | 17  | 18  | Punkte | Rang |
| ---- | ----------------- | --- | --- | --- | --- | --- | --- | --- | --- | --- | --- | --- | --- | --- | --- | --- | --- | --- | --- | ------ | ---- |
| 2014 | Hilmer Motorsport | ESP | ESP | AUT | AUT | GBR | GBR | GER | GER | HUN | HUN | BEL | BEL | ITA | ITA | RUS | RUS | UAE | UAE | 0      | 32.  |
| 2014 | Hilmer Motorsport |     |     |     |     | 22  | DNF | 24  | 21  | DNF | 17  | 19* | DNF | DNF | DNS |     |     |     |     | 0      | 32.  |